# Arrondissement de Senlis
L'arrondissement de Senlis est une division administrative française, située dans le département de l'Oise et la région Hauts-de-France. Son chef-lieu est Senlis.

## Géographie

### Situation
L'arrondissement se situe dans le Nord de la France mais dans le Sud du département de l'Oise et de la région Hauts-de-France dans l'ancienne province du Valois.
Il s'étend sur 1 344,2 km2 soit 134 420 hectares.

### Topographie
L'arrondissement occupe essentiellement la région du Valois et de la Thelle à la rive droite de l'Oise. Il est occupé par les forêts d'Ermenonville, d'Halatte et de Chantilly et qui sont séparées par la vallée de la Nonette.
Le point culminant de l'arrondissement et aussi de l'Oise est le Mont Pagnotte dans la forêt d'Halatte qui s'élève à 221 mètres. Le point le plus bas est de 26 mètres et se situe un peu plus au sud de Boran-sur-Oise.

### Hydrographie
L'arrondissement est traversé par l'Oise et certains de ces affluents et sous-affluents. La Nonette, au centre, passe à Senlis, à Chantilly et à Gouvieux. L'Aunette un petit affluent de la Nonette à Senlis. La Launette, un autre affluent de la Nonette qui passe à Ermenonville. La Thève, au sud, passe à Lamorlaye et forme une partie de la limite sud de la Picardie. Le Thérain et la Brêche, deux rivières du Beauvaisis, l'une vient de Beauvais et se jette dans l'Oise à Montataire et l'autre vient de Clermont et se jette dans l'Oise à Nogent-sur-Oise. Au nord, l'Automne passant à Verberie et son affluent la Sainte-Marie. À l'est, l'Ourcq et son canal passent à Mareuil-sur-Ourcq et reçoivent deux petits affluents venant de Betz et Acy-en-Multien, la Grivette et la Gergogne. L'Esches est un affluent de l'Oise qui passe à Chambly.

## Histoire

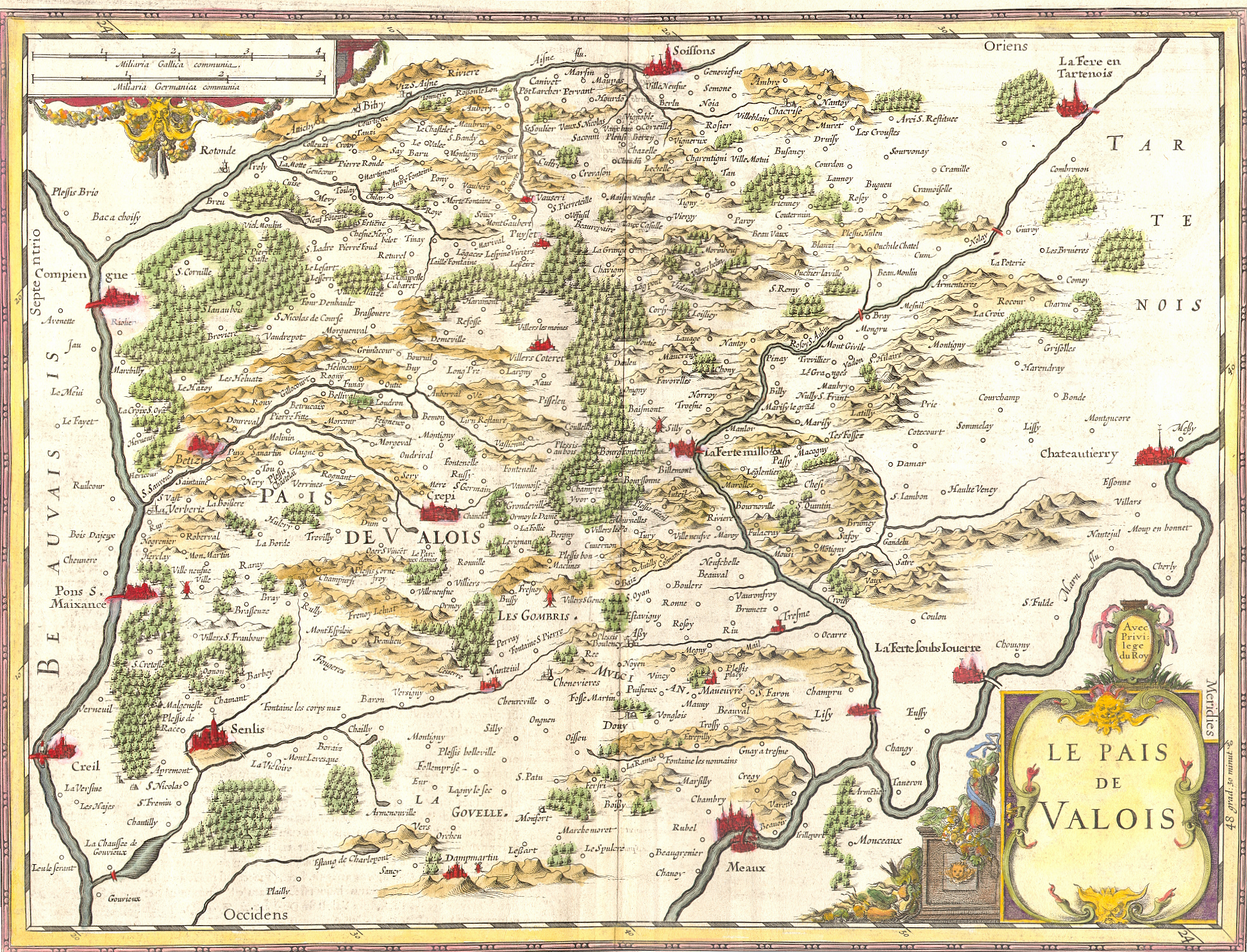
Carte du pays de Valois,, 1620

L'arrondissement est créé le 17 février 1800, il est issu de la fusion du district de Senlis et du district de Crépy.

## Composition

### Jusqu'en 1801
De 1800 à 1801, l'arrondissement était composé de 14 cantons :
Le canton d'Acy était constitué des communes de Acy, Bouillancy, Boullard, Brégy, Chévreville, Etavigny, Neufchelles, Rhéez, Rosoy, Rouvres, Saint Genest et Varinfroy.
Le canton de Baron était constitué des communes de Barberie, Baron, Borest, Bray, Fontaine, Mont Epilloir, Mont l'Eveque, Mont l'Ognon, Raray et Ruillye Chamiey.
Le canton de Chambly était constitué des communes de Belle Église, Borangs, Chambly, Crouy, Fresnoy Entelle, Le Mesnil Saint Denis, Morangles, Neuilly Entelle et Puisieux.
Le canton de Chantilly était constitué des communes de Apremont, Chantilly, Courteuil, Coye, Gouvieux, Le Lys, La Morlaye, Saint Firmin, Saint Leonard et Saint Maximin.
Le canton de Creil était constitué des communes de Aumont, Creil, Montataire, Nogent les Vierges, Precy, Saint Leu, Verneuil, Villers Saint Paul et Villers sous Saint Leu.
Le canton de Crépy était constitué des communes de Auger, Bouillant, Crepy, Duvy, Lévignen, Montigny Russy, Ormoi Villers, Rouville, Séry, Trumilly et Vaumoise.
Le canton de Mello était constitué des communes de Balagny sur Thérain, Blaincourt-lès-Précy, Cires les Mello, Cramoisy, Dieudonne, Erenis, Foulangues, Maysel, Mello, Saint Vaast et Willy Saint Georges.
Le canton de Morienval était constitué des communes de Bémont, Béthancourt, Bonneuil, Eméville, Feigneux, Frenoy la Rivière, Gillrt, Glaignes, Morcourt, Morienval, Pondront, Saint Clément et Vez.
Le canton de Nantheuil était constitué des communes de Boissy, Doiselles, Ducy, Frenoy le Luat, Lagny le Sec, Le Luat, Nantheuil, Peroy, Le Plessis Belleville, Rosiéres, Sainte Félicité, Seunevieres, Silly et Versigny.
Le canton de Plailly était constitué des communes de La Chapelle en Serval, Ermenonville, Eve, Mortefontaine, Orry-la-Ville, Plailly, Pontarmé, Thiers et Ver.
Le canton de Pont Sainte Maxence était constitué des communes de Balagny sur Aunette, Beaurepaire, Brasseuse, Chamant, Fleurines, Ognon, Pont Point, Pont Sainte Maxence, Villeneuve, Villers Saint Frambourg et Yvillé.
Le canton de Senlis était constitué de la commune de Senlis.
Le canton de Thury était constitué des communes de Antilly, Autheuil, Bargny, Bets, Boursonnes, Cuvergnon, Fulaines, Gondreville, Ivors, Maquelines, Mareuil, Marolles, Ormoy le Davien, Thury, Vauciennes et La Villeneuve.
Le canton de Verberye était constitué des communes de Nery, Noël Saint Remy, Orrouy, Rhuis, Roberval, Rocquemont, Saint Martin, Saint Pierre, Saint Vaast, Saintines, Verberye et Verrines.

### Principales modifications
Le nombre de cantons tel qu'il est actuellement, a été modifié plusieurs fois. En 1801, ce nombre est réduit à 8 au lieu de 14, les chefs-lieux sont Acy-en-Multien, Chantilly, Creil, Crépy-en-Valois, Nanteuil-le-Haudouin, Neuilly-en-Thelle, Pont-Sainte-Maxence et Senlis. En 1802, le canton de Chantilly est rattaché au canton de Creil et le chef-lieu du canton d'Acy est transféré à Betz. En 1926, l'arrondissement de Clermont est supprimé et l'arrondissement de Senlis récupère les cantons de Mouy et Liancourt mais il est restauré en 1942. En 1951, la commune de Sarron qui faisait partie auparavant du canton de Liancourt, est rattachée à Pont-Sainte-Maxence. En 1973, le canton de Creil se scinde en 4 : canton de Chantilly, canton de Creil-Sud, canton de Creil-Nogent-sur-Oise et canton de Montataire.

### Composition avant 2015

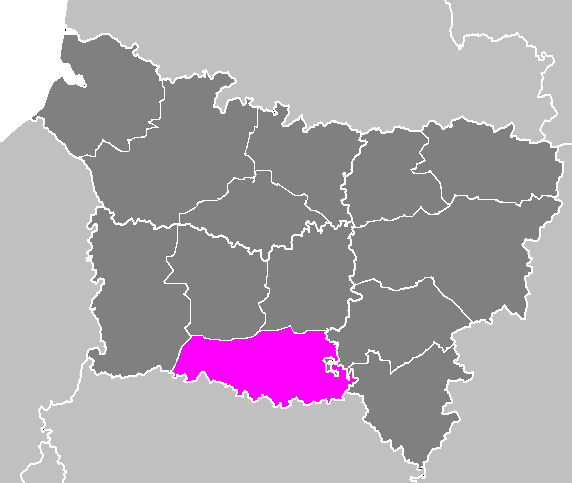
Localisation de l'arrondissement avant 2015.

L'arrondissement de Senlis est composé de 10 cantons :

Localisation du canton de Betz.

Le canton de Betz regroupe 25 communes : Acy-en-Multien, Antilly, Autheuil-en-Valois, Bargny, Betz, Bouillancy, Boullarre, Boursonne, Brégy, Cuvergnon, Étavigny, Gondreville, Ivors, Lévignen, Mareuil-sur-Ourcq, Marolles, Neufchelles, Ormoy-le-Davien, Réez-Fosse-Martin, Rosoy-en-Multien, Rouvres-en-Multien, Thury-en-Valois, Varinfroy, La Villeneuve-sous-Thury et Villers-Saint-Genest. Il a une population de 11 023 habitants.

Localisation du canton de Chantilly.

Le canton de Chantilly regroupe 6 communes : Apremont, Chantilly, Coye-la-Forêt, Gouvieux, Lamorlaye et Saint-Maximin. Il a une population de 36 625 habitants.

Localisation du canton de Creil-Nogent-sur-Oise.

Le canton de Creil-Nogent-sur-Oise regroupe 3 communes : Creil (fraction de commune), Nogent-sur-Oise et Villers-Saint-Paul. Il a une population de 31 167 habitants.

Localisation du canton de Creil-Sud.

Le canton de Creil-Sud regroupe 1 fraction de la commune de Creil et 27 441 habitants.

Localisation du canton de Crépy-en-Valois.

Le canton de Crépy-en-Valois regroupe 25 communes : Auger-Saint-Vincent, Béthancourt-en-Valois, Béthisy-Saint-Martin, Béthisy-Saint-Pierre, Bonneuil-en-Valois, Crépy-en-Valois, Duvy, Éméville, Feigneux, Fresnoy-la-Rivière, Gilocourt, Glaignes, Morienval, Néry, Ormoy-Villers, Orrouy, Rocquemont, Rouville, Russy-Bémont, Saintines, Séry-Magneval, Trumilly, Vauciennes, Vaumoise et Vez. Il a une population de 29 955 habitants.

Localisation du canton de Montataire.

Le canton de Montataire regroupe 10 communes : Blaincourt-lès-Précy, Cramoisy, Maysel, Mello, Montataire, Précy-sur-Oise, Saint-Leu-d'Esserent, Saint-Vaast-lès-Mello, Thiverny et Villers-sous-Saint-Leu. Il a une population de 26 704 habitants.

Localisation du canton de Nanteuil-le-Haudouin.

Le canton de Nanteuil-le-Haudouin regroupe 19 communes : Baron, Boissy-Fresnoy, Borest, Chèvreville, Ermenonville, Ève, Fontaine-Chaalis, Fresnoy-le-Luat, Lagny-le-Sec, Montagny-Sainte-Félicité, Montlognon, Nanteuil-le-Haudouin, Ognes, Péroy-les-Gombries, Le Plessis-Belleville, Rosières, Silly-le-Long, Ver-sur-Launette et Versigny. Il a une population de 17 410 habitants.

Localisation du canton de Neuilly-en-Thelle.

Le canton de Neuilly-en-Thelle regroupe 15 communes : Balagny-sur-Thérain, Belle-Église, Boran-sur-Oise, Chambly, Cires-lès-Mello, Crouy-en-Thelle, Dieudonné, Ercuis, Foulangues, Fresnoy-en-Thelle, Le Mesnil-en-Thelle, Morangles, Neuilly-en-Thelle, Puiseux-le-Hauberger et Ully-Saint-Georges. Il a une population de 29 655 habitants.

Localisation du canton de Pont-Sainte-Maxence.

Le canton de Pont-Sainte-Maxence regroupe 13 communes : Beaurepaire, Brasseuse, Fleurines, Pontpoint, Pont-Sainte-Maxence, Raray, Rhuis, Roberval, Rully, Saint-Vaast-de-Longmont, Verberie, Verneuil-en-Halatte et Villeneuve-sur-Verberie. Il a une population de 27 349 habitants.

Localisation du canton de Senlis.

Le canton de Senlis regroupe 17 communes : Aumont-en-Halatte, Avilly-Saint-Léonard, Barbery, Chamant, La Chapelle-en-Serval, Courteuil, Montépilloy, Mont-l'Évêque, Mortefontaine, Ognon, Orry-la-Ville, Plailly, Pontarmé, Senlis, Thiers-sur-Thève, Villers-Saint-Frambourg et Vineuil-Saint-Firmin. Il a une population de 32 958 habitants.

### Découpage communal depuis 2015
Depuis 2015, le nombre de communes des arrondissements varie chaque année soit du fait du redécoupage cantonal de 2014 qui a conduit à l'ajustement de périmètres de certains arrondissements, soit à la suite de la création de communes nouvelles. Le nombre de communes de l'arrondissement de Senlis est ainsi de 133 en 2015 et 132 en 2019.
Au 1er janvier 2024, l'arrondissement groupe les 132 communes suivantes :
1. Acy-en-Multien
2. Antilly
3. Apremont
4. Auger-Saint-Vincent
5. Aumont-en-Halatte
6. Autheuil-en-Valois
7. Avilly-Saint-Léonard
8. Balagny-sur-Thérain
9. Barbery
10. Bargny
11. Baron
12. Beaurepaire
13. Belle-Église
14. Béthancourt-en-Valois
15. Béthisy-Saint-Martin
16. Béthisy-Saint-Pierre
17. Betz
18. Blaincourt-lès-Précy
19. Boissy-Fresnoy
20. Bonneuil-en-Valois
21. Boran-sur-Oise
22. Borest
23. Bouillancy
24. Boullarre
25. Boursonne
26. Brasseuse
27. Brégy
28. Chamant
29. Chambly
30. Chantilly
31. La Chapelle-en-Serval
32. Chèvreville
33. Cires-lès-Mello
34. Courteuil
35. Coye-la-Forêt
36. Cramoisy
37. Creil
38. Crépy-en-Valois
39. Crouy-en-Thelle
40. Cuvergnon
41. Dieudonné
42. Duvy
43. Éméville
44. Ercuis
45. Ermenonville
46. Étavigny
47. Ève
48. Feigneux
49. Fleurines
50. Fontaine-Chaalis
51. Foulangues
52. Fresnoy-en-Thelle
53. Fresnoy-la-Rivière
54. Fresnoy-le-Luat
55. Gilocourt
56. Glaignes
57. Gondreville
58. Gouvieux
59. Ivors
60. Lagny-le-Sec
61. Lamorlaye
62. Lévignen
63. Mareuil-sur-Ourcq
64. Marolles
65. Maysel
66. Mello
67. Le Mesnil-en-Thelle
68. Montagny-Sainte-Félicité
69. Montataire
70. Montépilloy
71. Mont-l'Évêque
72. Montlognon
73. Morangles
74. Morienval
75. Mortefontaine
76. Nanteuil-le-Haudouin
77. Néry
78. Neufchelles
79. Neuilly-en-Thelle
80. Nogent-sur-Oise
81. Ognes
82. Ormoy-le-Davien
83. Ormoy-Villers
84. Orrouy
85. Orry-la-Ville
86. Péroy-les-Gombries
87. Plailly
88. Le Plessis-Belleville
89. Pontarmé
90. Pontpoint
91. Pont-Sainte-Maxence
92. Précy-sur-Oise
93. Puiseux-le-Hauberger
94. Raray
95. Réez-Fosse-Martin
96. Rhuis
97. Roberval
98. Rocquemont
99. Rosières
100. Rosoy-en-Multien
101. Rouville
102. Rouvres-en-Multien
103. Rully
104. Russy-Bémont
105. Saintines
106. Saint-Leu-d'Esserent
107. Saint-Maximin
108. Saint-Vaast-de-Longmont
109. Saint-Vaast-lès-Mello
110. Senlis
111. Séry-Magneval
112. Silly-le-Long
113. Thiers-sur-Thève
114. Thiverny
115. Thury-en-Valois
116. Trumilly
117. Ully-Saint-Georges
118. Varinfroy
119. Vauciennes
120. Vaumoise
121. Verberie
122. Verneuil-en-Halatte
123. Versigny
124. Ver-sur-Launette
125. Vez
126. La Villeneuve-sous-Thury
127. Villeneuve-sur-Verberie
128. Villers-Saint-Frambourg-Ognon
129. Villers-Saint-Genest
130. Villers-Saint-Paul
131. Villers-sous-Saint-Leu
132. Vineuil-Saint-Firmin

## Administration

### Sous-préfets
| Période           | Période           | Identité                    | Fonction précédente                                  | Observation |
| ----------------- | ----------------- | --------------------------- | ---------------------------------------------------- | ----------- |
| 1980              | 1983              | Michel Besse                | Secrétaire général de la préfecture de l'Eure        |             |
|                   |                   |                             |                                                      |             |
| 17 octobre 1994   |                   | Thierry Lataste             |                                                      |             |
| 1er décembre 2006 | 1er décembre 2009 | Michel Schmidt de La Brelie | Sous-préfet du Havre                                 |             |
| 1er décembre 2009 |                   | Louis Michel-Bonté          | Sous-préfet de Saint-Nazaire                         |             |
| 10 janvier 2012   |                   | Martine Juston              | Secrétaire générale de la préfecture de la côte d'Or |             |
| 9 mars 2015       |                   | Francis Cloris              | Sous-préfet de Châlon-sur-Saône                      |             |
| novembre 2018     |                   | Jean-Charles Geray          | Secrétaire général de la préfecture de la Somme      |             |

### Démographie
En 2022, l'arrondissement comptait 287 165 habitants.
| 1968    | 1975    | 1982    | 1990    | 1999    | 2006    | 2011    | 2016    | 2021    |
| ------- | ------- | ------- | ------- | ------- | ------- | ------- | ------- | ------- |
| 183 256 | 209 657 | 232 230 | 251 392 | 262 630 | 270 287 | 275 709 | 281 760 | 285 086 |

| 2022    | - | - | - | - | - | - | - | - |
| ------- | - | - | - | - | - | - | - | - |
| 287 165 | - | - | - | - | - | - | - | - |